# Robert Stangland
Robert Sedgewick Stangland (né le 5 octobre 1881 à New York et décédé le 15 décembre 1963 à Nyack) est un athlète américain spécialiste du sauts. Son club était les Columbia Lions avant qu'il ne change pour le New York Athletic Club.

## Biographie

### Palmarès
| Date | Compétition           | Lieu        | Résultat | Épreuve          | Performance |
| ---- | --------------------- | ----------- | -------- | ---------------- | ----------- |
| 1904 | Jeux olympiques d'été | Saint-Louis | 3e       | Saut en longueur | 6,88 m      |
| 1904 | Jeux olympiques d'été | Saint-Louis | 3e       | Triple saut      | 13,365 m    |

### Records
| Épreuve          | Performance | Lieu        | Date |
| ---------------- | ----------- | ----------- | ---- |
| Saut en longueur | 7,17 m      |             | 1904 |
| Triple saut      | 13,365 m    | Saint-Louis | 1904 |